# 李氏三墳記
李氏三墳記（りしさんふんき）とは、中国の唐代後期、李陽冰によって大暦2年（767年）にものされた墓碑。単に「三墳記」とも呼ばれる。李陽冰の代表作の一つである。
原石は現在西安碑林博物館に保存されている。

## 被葬者と建碑の事情
「三墳記」の名前からも分かる通り、同碑は3つの墓を対象とした墓碑である。被葬者は李陽冰の親戚であった三兄弟で、名前は現在長男以外欠損してしまっているが、北宋代の書蹟集『集古録目』に収録されている拓本から全員の名前が判明している。
長男は李曜卿（りようけい）といい、字は華（か）。天賦の才に恵まれ、任官から見るに文官としても武官としても極めて優秀な人物であったようである。はじめ秘書正字にあり、右衛騎曹に任ぜられた。次に新□尉（2文字目不明であるが武官と思われる）に任ぜられ、信・礼・仁・義を大切にし、ついに長安尉に至った。しかし最後は地方に左遷され、普安郡戸掾として生涯を終えた。古楽府24章を詠み、『左史韋良嗣』という本の序を書くとともに、文集を10巻遺している。
次男は李叔卿（りしゅくけい）といい、字は万（ばん）。こちらは欠損部が多く不明の部分が多いが、はきはきとした武官肌の人であったようである。弱冠20歳から武官として仕官し、鹿邑尉・虞郷尉を兼任した。文人としても優れており、以前嵩少という土地に旅行に行った際、夜に鐘を聞いて見事に詩を詠んだという。のちに金城尉に移った。著書があったようであるが欠損して不明である。
三男は李春卿（りしゅんけい）といい、字は栄（えい）。物腰の柔らかい、穏やかな人であった。仕官して霊昌主簿となり、文官としての実力を発揮、朝邑簿に転じた。詩人としても優秀なことで多くの人に知られていた。文集を112編遺している。
3人の没年や享年は不明であるが、碑文からするにみな30代で死去しているようである。当初覇陵の地に葬ったものの、三兄弟の相次ぐ夭折に不吉を感じた末弟の季卿ら親族が邵権という占い師に占ってもらったところ、「覇陵は元墳墓の地で、ここに葬っておくと家に災いが起こる。寅年に改葬して、東南から順に長男・次男・三男の順に並べて雁行させればいいでしょう」と言われたため、それに従い大暦2年（767年）に覇陵から鳳棲の地へ改葬を行った。
その記録として季卿が撰文し、陽冰が書として起こして墓碑を建てた。これが「李氏三墳記」である。

## 碑文と書風
碑文は篆書で、両面に文が刻まれており、表は1行20字13行、裏は同じく1行20字11行である。保存状態はあまりいいとはいえず、真ん中から上下に真っ二つに割れているほか、表側の左上に袈裟懸けに剥落が生じている。この剥落は裏にも及んでいるが、こちらはまだ上1字を欠く程度に留まっている。
内容は三兄弟の略歴を示し、優秀な兄弟が相次いで世を去ったことに哀悼を示した後に改葬の経緯を記す。それぞれの兄弟の没年を記さず、代わりに著書や本人の作った詩文を提示しているのが墓碑としては珍しい。
書風については、陽冰自身が篆書の範を直接篆書を用いた古碑、そして後漢代に編纂された篆書中心の字書『説文解字』に取っていたこともあり、極めて本来の篆書に近い謹厳さを持った書風となっている。後漢代頃から装飾書体・特殊書体として使われ続けていた崩れた篆書を排し、より本来の書体に近い篆書による書道を復興させた陽冰ならではの書といえる。

## 研究と評価
この碑は建碑当初から知られており、北宋代以降の書蹟集にもたびたび拓本が掲載されている。しかし研究が本格的に始まったのは清代の考証学発生以降のことである。
研究でまず焦点となったのは、現在残る石が当時のままのものであるか否かであった。二段に割れているにしては文字がきれいに残りすぎているために起こった疑惑で、石を変えた重刻である、または重刻ではないが誰かが原石を後から彫り直しているという説が一部で出た。しかし現在では原石のままとする説が有力である。
また一部の文字に『説文解字』との食い違いがあることも問題となり、誤字が多いと見なされていた。しかし甲骨文が発見され、金文の研究が進むにつれ『説文解字』自体の誤りが判明したり、それまでの文字解釈が覆るなどの事態が発生した。それに陽冰は『説文解字』を参照してはいるが、それより先に現物の古碑を見て篆書を学んでいるので、現在失われた古碑などを参考にしている可能性が高いこともあり、『説文解字』をもって陽冰の書を論ずるのは性急であるという結論に達しつつある。